# Geastrum fimbriatum
Geastrum fimbriatum Fr., Systema mycologicum (Lundae) 3(1): 16 (1829).
Il Geastrum fimbriatum è uno dei più strani e decorativi funghi che si aprono a forma di stella.

## Descrizione della specie

### Corpo fruttifero
Inizialmente di forma globosa, semiipogeo; poi a forma di stella, dovuta alla dissociazione dell'esoperidio in lacinie, in numero variabile da un minimo di 5, fino a 9; diametro 2-6 cm.
All'inizio ha una forma sferoidale, è parzialmente ipogeo, con un diametro di 2-6 cm, successivamente l'esoperidio si apre a stella, in 5-9 raggi, evidenziando una sfera (endoperidio) che racchiude la gleba (sacco sporifero).
L'esoperidio è costituito da tre strati sovrapposti:
1. Strato miceliare: di colore bruno, spesso esfoliato o parzialmente mancante.
2. Strato fibroso: crema o bianco-beige, spesso affiorante la mancanza dello strato miceliare.
3. Strato pseudoparenchimatico: prima biancastro, poi grigio-bruno, spesso raggrinzito o parzialmente esfoliato negli esemplari maturi.

L'endoperidio va da un colore bianco-grigiastro al marrone negli esemplari secchi, ha l'area peristomatica leggermente conica, fibrillosa e non delimitata, che in alcuni esemplari può assumere una colorazione leggermente differente dal resto dell'endoperidio.

### Gleba
8-15 cm di diametro, sessile, color crema o camoscio, a maturità si apre mediante un poro centrale, per la fuoriuscita delle spore.
- Odore: subnullo, di muschio.
- Sapore: nullo.

### Spore
Bruno-scure in massa, globose, minutamente verrucose, 3-3,5 µm.

## Habitat
Fruttifica tra l'estate-autunno, sui suoli ricchi di humus, sotto latifoglie.

## Commestibilità
Non commestibile, senza alcun valore.

## Etimologia
- Genere: dal greco gê = terra e astér = stella, per la sua forma.
- Specie: dal latino fimbriatum = con frange, per le lacinie a frange.

## Specie simili
La specie con la quale si può facilmente confondere è il Geastrum rufescens che ha però le spore più grandi, la taglia maggiore e i colori più tendenti al rosa.
Altre specie simili sono: il Geastrum saccatum e il Geastrum triplex, entrambe provviste di un'area peristomatica ben delimitata e di spore di maggiori dimensioni.

## Sinonimi e binomi obsoleti
- Geastrum rufescens sensu Kits van Waveren (1926); fide Checklist of Basidiomycota of Great Britain and Ireland (2005)
- Geastrum rufescens var. minor Pers., Synopsis Methodica Fungorum (Göttingen): 134 (1801)
- Geastrum sessile (Sowerby) Pouzar, Folia geobot. phytotax. bohem. 6: 95 (1971)
- Lycoperdon sessile Sowerby, Coloured figures of English Fungi or Mushrooms (London): tab. 401 (1809)